# Jędrysek
Jędrysek (niem. Jendryssek) – dzielnica Kalet położona w zachodniej części miasta. Stanowi południową część głównego skupiska Kalet (centrum), na południe od Małej Panwi.
Do 1933 samodzielna wieś (gmina jednostkowa) oraz obszar dworski należące do powiatu bytomskiego na Górnym Śląsku, a po jego podziale w 1873 roku do − powiatu tarnogórskiego. W 1885 roku gmina Jędrysek liczyła 338 mieszkańców, a obszar dworski Jędrysek zaledwie 9. W 1910 roku gmina Jędrysek liczyła już 699 mieszkańców a obszar dworski 40.
Po podziale powiatu tarnogórskiego w 1922 roku granicą państwową, Jędrysek znalazł się w Polsce. 1 października 1924 zniesiono obszar dworski Jędrysek, włączając go do gminy Jędrysek.
W 1928 roku sołtysem był Tadeusz Kalinowski, odznaczony Brązowym Krzyżem Zasługi za „zasługi w przyłączeniu Górnego Śląska do Polski”.
30 lipca 1933 Jędrysek (wraz z Luboczem i Truszczycą) włączono go do powiatu lublinieckiego, a dwa miesiące później, 1 października 1933, włączono go do gminy Kalety. W związku z nadaniem gminie Kalety praw miejskich 1 stycznia 1951 Jędrysek stał się częścią miasta.